# 1130年
| 千纪： | 2千纪 |
| 世纪： | 11世纪 \| 12世纪 \| 13世纪 |
| 年代： | 1100年代 \| 1110年代 \| 1120年代 \| 1130年代 \| 1140年代 \| 1150年代 \| 1160年代                                                           |
| 年份： | 1125年 \| 1126年 \| 1127年 \| 1128年 \| 1129年 \| 1130年 \| 1131年 \| 1132年 \| 1133年 \| 1134年 \| 1135年                                 |
| 纪年： | 庚戌年（狗年）；西夏正德四年；金天會八年；西辽延慶七年；南宋建炎四年；刘豫阜昌元年；钟相天载元年；大理保天二年；越南天順三年；日本大治五年 |

## 大事记
- 中国
  - 正月初三，宋高宗乘御舟到台州章安鎮（今浙江黃岩東北）。
  - 正月十四日，陝州之戰以金國攻陷陝州城告終，守將李彥仙投河自盡。
  - 正月十六日，完顏宗弼攻陷明州後，準備入海追獲宋高宗，宋高宗聽聞此事，向溫州沿海移動，二月抵達溫州江心寺。
  - 二月，金軍主帥完顏宗弼撤兵北返回國，並對外聲稱已完成「搜山檢海」的目標，在北撤鎮江時，被宋將韓世忠截斷退路，被逼入黃天蕩，韓世忠在黃天蕩之戰大敗完顏兀朮率領的金兵。
  - 三月，吳玠、張中孚、李彥琪等奉川陝宣撫處置使司都統制曲端之命抗擊金兵於彭原店，金兵不支敗走。不久，完顏婁室揮軍再戰，吳玠所部前軍稍有退卻，曲端不但不進兵支援，反而立即退往涇州（今甘肅涇川），吳玠遂戰敗，曲端將戰敗責任歸於吳玠，曲端與吳玠遂反目成仇。
  - 五月，完顏宗弼北撤途中，岳飛在建康牛首山、韓府山一帶設伏，修建工事，伏擊金兵，金軍損失慘重。牛首山大捷後，宋軍將全部金軍將士驅逐過江，一舉收復建康府（今南京）。
  - 九月，金國在富平之戰擊潰宋朝知樞密院事張浚率領的40萬大軍，宋軍撤退到興州（今陝西略陽）、和尚原（今陝西寶雞西南）、大散關（今陝西大散關）及階州（今甘肅武都）、成州（今甘肅成縣）等地，金軍進逼四川，和尚原成為金軍入川的關鍵點
  - 在完顏宗弼的策劃下，金太宗冊立劉豫割据河南、淮北建立偽齊政權。
  - 秦桧被放回南宋。
- 其他
  - 西州回鶻成為西遼的屬國。
  - 2月13日——依诺森二世被选为教皇。
  - 9月27日——諾曼人魯傑羅二世建立西西里王國，標誌著諾曼征服南義大利基本完成。

## 出生
- 10月18日 - 南宋著名理學家朱熹

## 逝世
- 李彥仙，宋朝軍事人物。
- 完颜娄室，金朝将军（1078年生，52岁）
- 2月9日——黃潛善，宋朝宰相。